# Robert Zemeckis
Robert Lee Zemeckis (Chicago, 14 de maio de 1951) é um cineasta, produtor e roteirista estadunidense.
Sua família é de origem lituana e iugoslava. Zemeckis graduou-se na Escola de Televisão e Cinema da Universidade do Sul da Califórnia, e recebeu o primeiro impulso na carreira ao ganhar um prêmio da Academia ainda como estudante, com o filme A Field of Honor, em 1973.
Entre os filmes de Zemeckis que fizeram mais sucesso estão a trilogia De Volta para o Futuro, A Morte Lhe Cai Bem, Forrest Gump, Náufrago e Contato.

## Infância
Robert Zemeckis nasceu em uma família católica de classe média em Chicago. Sua família não apreciava livros, cinema ou música, restando como única fonte de inspiração, a TV. Dessa forma, cresceu fascinado pela televisão e por uma 8 mm que seus pais possuíam. Começou filmando eventos familiares, como aniversários e feriados, e com o tempo, junto de alguns amigos, passou a fazer filmes criados por ele, onde incluía pequenos efeitos especiais, como stop-motion.

## Faculdade
Zemeckis inscreveu-se apenas em uma universidade, a USC (University of Southern California), para o curso de cinema, mandando um vídeo baseado numa canção dos Beatles e uma bela redação. Mas a princípio não fora aceito, já que suas notas do ensino médio eram apenas medianas. Foi então que o diretor decidiu estudar durante todo o verão e refazer algumas matérias para melhorar suas notas e quem saber conseguir a vaga no curso que desejava. E por fim, o diretor da faculdade acabou por aceitá-lo. As aulas eram repletas de hippies e os professores não cansavam de dizer o quanto era difícil o ramo do cinema, mas pela educação que teve, não se abalou com isso.
Ainda na faculdade, conheceu o escritor Bob Gale, com quem criou uma forte amizade. No seu último ano de faculdade, para seu trabalho final, fez um curta-metragem chamado Field of Honor, com esse filme, Zemeckis ganhou o Student Academy Awards, o que fez com que procurasse Steven Spielberg.

## Primeiros filmes
Ao ver o filme feito na faculdade por Zemeckis, Spielberg ficou deslumbrado, passando a ser seu mentor e aceitando produzir seus primeiros dois filmes. Com a parceria de seu amigo de faculdade Bob Gale, escreveu I Wanna Hold Your Hand, em 1978 e Used Cars, em 1980, porém ambos não foram bem recebidos pelo público e não renderam retorno financeiro. Em 1979, o filme 1941, dirigido por Spielberg e escritor pela dupla Zemeckis e Gale, não foi bem nas bilheterias dos Estados Unidos e fez com que todos começassem a pensar que Zemeckis criava grandes roteiros que não viravam grandes filmes.

## Sucesso
Apesar de continuar trabalhando muito com Gale em novos projetos, por causa de seus recentes fracassos, estava difícil para Zemeckis conseguir trabalho no começo dos anos 80. E o projeto de fazer um filme no qual um jovem viajava no tempo foi rejeitado por vários grandes estúdios. Tudo continuava difícil, até Michael Douglas contratá-lo para dirigir o filme Tudo Por Uma Esmeralda. Nesse filme, Zemeckis conheceu Alan Silvestri, que fez a partir de então, todas suas trilhas sonoras. Antes de ser lançado, os produtores do filme, após assistirem a uma primeira edição, acharam o filme horrível e demitiram Zemeckis como diretor, mas o filme fez muito sucesso nos cinemas.
Foi então que finalmente conseguiu um estúdio para dirigir o filme que tanto queria: De Volta Para o Futuro. Com produção de Spielberg, o filme fez tanto sucesso que ganhou duas sequencias, em 1989 e 1990. Antes disso, Zemeckis ainda dirigiu Uma Cilada Para Roger Rabbit, com um custo de 70 milhões de dólares, tornando-se um dos filmes mais caros feitos até então. O filme acabou tornando-se um sucesso de crítica e de público e acabou faturando 4 estatuetas do Óscar americano.

## Forrest Gump
Em 1994, Zemeckis lançou Forrest Gump: O Contador de Histórias. Seu filme de maior sucesso de crítica e de público até hoje. Com Tom Hanks no papel principal (que lhe rendeu um Oscar de melhor ator), o filme conta a história de amor entre o personagem de Tom Hanks com o de Robin Wright, com um toque de humor, muito drama, efeitos digitais avançados, ótima trilha sonora e tendo de fundo, a história americana. Esse trabalho de Zemeckis levou 6 prêmios do Oscar, incluindo melhor filme, melhor diretor e melhor ator. Além de faturar mais de 677 milhões de dólares no mundo inteiro e ter sido o filme de maior bilheteria de 1994. Forrest Gump: O contador de histórias também pode ser considerado um projeto mais maduro do diretor, já que, mesmo que ainda mantendo seu gosto por efeitos especiais, Zemeckis começa a desenvolver melhor seus roteiros e aprofundar mais seus personagens. Como voltaria a acontecer em Contato e Náufrago.

## Filmografia
| Ano  | Filme                        | Oscar Nomeações | Oscar vitórias | BAFTA Nomeações | BAFTA vitórias | Golden Globe Nomeações | Golden Globe vitórias | Notas                     |
| ---- | ---------------------------- | --------------- | -------------- | --------------- | -------------- | ---------------------- | --------------------- | ------------------------- |
| 1978 | I Wanna Hold Your Hand       |                 |                |                 |                |                        |                       | Coautor                   |
| 1980 | Carros Usados                |                 |                |                 |                |                        |                       | Coautor                   |
| 1984 | Romancing the Stone          | 1               |                |                 |                | 2                      | 1                     |                           |
| 1985 | De Volta Para o Futuro       | 4               | 1              | 5               |                | 4                      |                       |                           |
| 1988 | Uma Cilada Para Roger Rabbit | 6               | 4              | 5               | 1              | 2                      |                       |                           |
| 1989 | De Volta Para o Futuro II    | 1               |                | 1               | 1              |                        |                       | Criador da História       |
| 1990 | De Volta Para o Futuro III   |                 |                |                 |                |                        |                       | Criador da História       |
| 1992 | A Morte Lhe Cai Bem          | 1               | 1              | 1               | 1              | 1                      |                       |                           |
| 1994 | Forrest Gump                 | 13              | 6              | 8               | 1              | 7                      | 3                     |                           |
| 1997 | Contato                      | 1               |                |                 |                | 1                      |                       |                           |
| 2000 | Revelação                    |                 |                |                 |                |                        |                       |                           |
| 2000 | Náufrago                     | 2               |                | 1               |                | 1                      | 1                     |                           |
| 2004 | O Expresso Polar             | 3               |                |                 |                |                        |                       | Escritor do Roteiro       |
| 2007 | Beowulf                      |                 |                |                 |                |                        |                       |                           |
| 2009 | A Christmas Carol            |                 |                |                 |                |                        |                       | Escritor do Roteiro       |
| 2012 | Flight                       |                 |                |                 |                |                        |                       |                           |
| 2015 | A Travessia                  |                 |                |                 |                |                        |                       |                           |
| 2022 | Pinocchio                    |                 |                |                 |                |                        |                       |                           |
| 2024 | Aqui                         |                 |                |                 |                |                        |                       |                           |
|      | Total                        | 32              | 12             | 21              | 4              | 18                     | 5                     | 71 nomeações, 21 vitórias |